# Journal of the American Medical Informatics Association
Journal of the American Medical Informatics Association is een internationaal, aan collegiale toetsing onderworpen wetenschappelijk tijdschrift op het gebied van de medische informatiekunde. De naam wordt in literatuurverwijzingen meestal afgekort tot J. Am. Med. Informat. Assoc. Het wordt uitgegeven door BMJ Group en verschijnt tweemaandelijks. Het eerste nummer verscheen in 1994.